# 細谷安太郎
細谷 安太郎（ほそや やすたろう、1851年4月27日（嘉永4年3月26日） - 1921年（大正10年）8月5日）は、幕末の幕臣。横浜仏語伝習所生。伝習隊隊士、砲兵差図役。後、砲兵隊頭取。フランス人によるあだ名はヤス。

## 生涯
旗本細谷喜三郎の長男に生まれる。
慶応元年（1865年）に新設された横浜仏語伝習所で田島応親らと共にフランス語を学び、卒業後幕府陸軍に入隊し砲兵差図役（砲兵中尉）に任命される。慶応4年（1868年）の戊辰戦争では、強硬な抗戦論者であり、榎本武揚らの江戸脱走に従って、箱館戦争に身を投じた。
箱館戦争にでは、中島三郎助の配下として砲兵隊を率いて奮戦するが、戦闘中に負傷し、その傷が後々にも古傷として残った。
敗戦後、久留米藩に捕虜として預けられたが、明治3年（1870年）頃に釈放され、明治5年（1872年）、語学力を買われ横須賀造船所に技官として勤務。退職後はドイツの製鉄会社クルップの代理人を務めたり、高田商会に勤務したりしていた。一時期パリに滞在していたとされる。
晩年は鎌倉で過ごし、大のフランス好きだったため洋館に住み、フランス製の家具をたくさん揃えていた。最期の言葉は「フランスの美味いパンをもう一度食べたい」。享年71。